# Joey Ferre
Joey Ferre (Amsterdam, 24 januari 1990) is een Nederlands acteur, dj en presentator. Hij kreeg bij het grote publiek naamsbekendheid door zijn deelnamen aan het televisieprogramma Sunday Night Fever, waar hij uiteindelijk als winnaar uit de strijd kwam.

## Levensloop
Ferre deed in december 2011 mee aan het televisieprogramma Sunday Night Fever, waar men op RTL 4 op zoek ging naar de hoofdrol Tony Manero voor de musical Saturday Night Fever. Ferre wist dit programma te winnen en vertolkte deze rol in de musical in 2012. In 2013 was Ferre één seizoen als presentator te zien in het programma Carlo & Irene: Life4You, hierin had hij zijn eigen onderdeel genaamd Joey's Bar waarin hij de gasten verzorgde en nieuwtjes van de sociale media deelde. Daarnaast was Ferre te zien in de musicals Waarom mannen seks willen en vrouwen liefde en Grease. In 2018 was Ferre in de hoofdrol als Berry Terstegen te zien in de musical The Full Monty. Naast acteren is Ferre actief als dj met verschillende muziekstijlen zoals moombahton, trap, hiphop, dancehall en house.
Vanaf september 2018 tot en met oktober 2018 was Ferre te zien in de RTL 4-soap Goede tijden, slechte tijden, hij vertolkte de rol van Spaanse wijnhandelaar Carlos Ramirez.

## Filmografie

### Televisie
- Jeuk (2014), Tangoleraar Joey
- Nieuwe Tijden (2016), Orlando
- Goede tijden, slechte tijden (2018), Carlos Ramirez

## Theater
- 2012: Saturday Night Fever als Tony Manero
- 2013-2014: Waarom mannen seks willen en vrouwen liefde als ?
- 2015-2016: Grease als Sonny en understudy Kenickie & Danny Zuko
- 2018: The Full Monty als Berry Terstegen
- 2025: Josephine B - een leven vol Revue als Pepito Albatino
- 2025-2026: West Side Story (toneelmusical) als Bernardo

## Discografie

### Singles
| Single met eventuele hitnotering(en) in de Nederlandse Top 40 | Datum van verschijnen | Datum van binnenkomst | Hoogste positie | Aantal weken | Opmerkingen                 |
| ------------------------------------------------------------- | --------------------- | --------------------- | --------------- | ------------ | --------------------------- |
| All my love                                                   | 2013                  | -                     |                 |              | Nr. 74 in de Single Top 100 |